# Anna Czubaszek
Anna Czubaszek – polska inżynier, dr hab. nauk rolniczych, profesor uczelni Katedry Technologii Fermentacji i Zbóż, oraz dziekan Wydziału Biotechnologii i Nauk o Żywności Uniwersytetu Przyrodniczego we Wrocławiu.

## Życiorys
20 maja 1994 obroniła pracę doktorską Charakterystyka technologiczna pszenżyta hodowli polskiej na podstawie metod pośrednich i wypieku laboratoryjnego, 10 lutego 2009 habilitowała się na podstawie pracy zatytułowanej Charakterystyka technologiczna mieszanek mąki pszennej z produktami przemiału owsa. Objęła funkcję profesora nadzwyczajnego w Katedrze Technologii Owoców, Warzyw i Nutraceutyków Roślinnych na Wydziale Biotechnologii i Nauk o Żywności Uniwersytetu Przyrodniczego we Wrocławiu.
Piastuje stanowisko profesora uczelni Katedry Technologii Fermentacji i Zbóż, a także dziekana na Wydziale Biotechnologii i Nauk o Żywności Uniwersytetu Przyrodniczego we Wrocławiu.
Była prodziekanem na Wydziale Nauk o Żywności Uniwersytetu Przyrodniczego we Wrocławiu.